# Миягава-тё

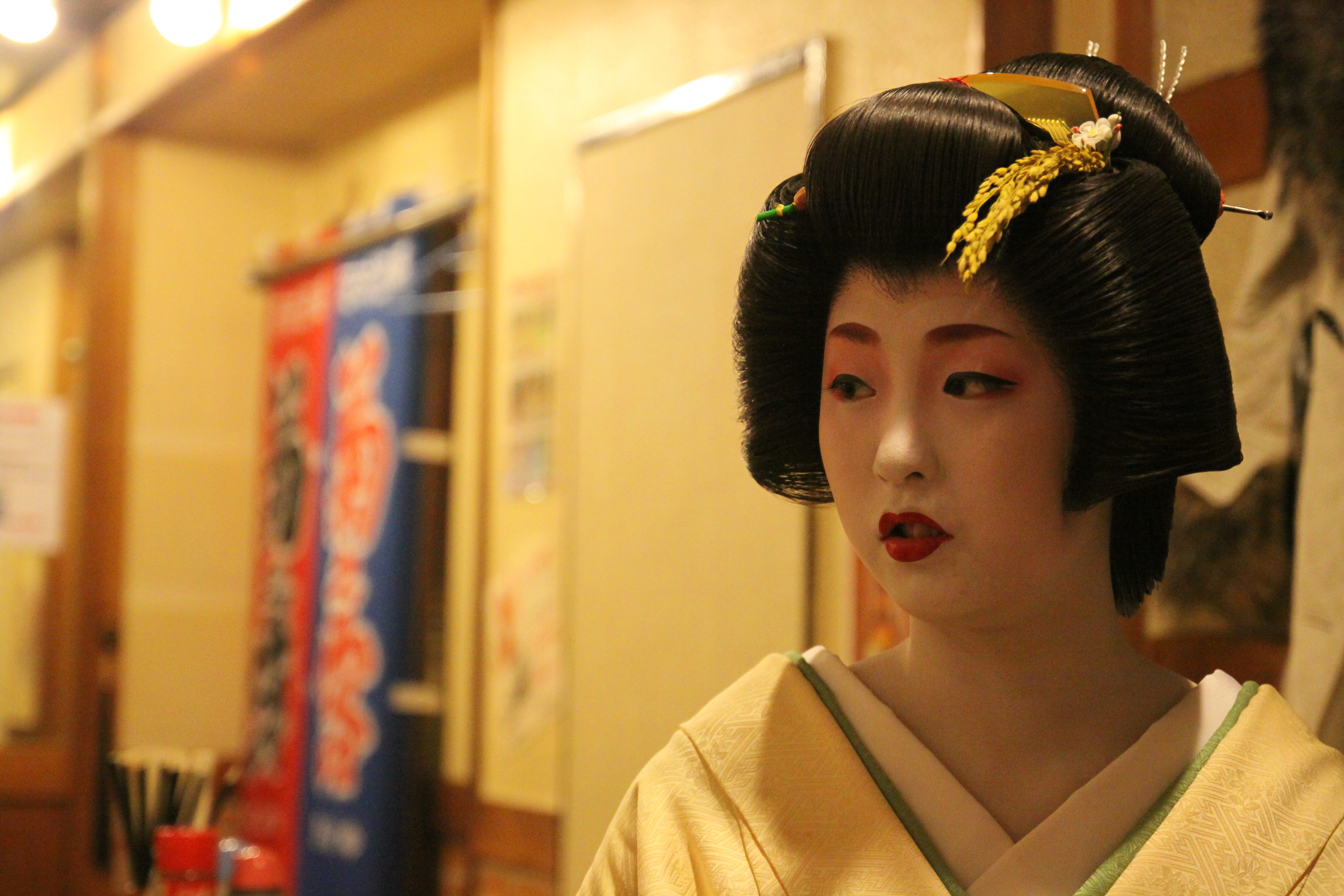
Гейша из Миягава-тё Миэхина

Миягава-тё (宮川町) — один из кварталов гейш, или ханамати (花街, «цветочный город») Киото. «Миягава» означает «священная река», другое название реки Камо на юге Сидзё. Во время праздника «Гион мацури» в её воды погружают микоси (переносную святыню) храма Ясака.
Символ Миягава-тё — три пересекающихся кольца, означающих связь между храмами, горожанами и чайными домиками.
Миягаватё появился во времена Идзумо-но Окуни; в 1766 году здесь работало 85 актёров кабуки. Как ханамати Миягава-тё имел репутацию второсортного квартала из-за того, что местные гейши зачастую регистрировались одновременно и как гейши, и как проститутки, оказывая клиентам сексуальные услуги.
В Миягава-тё было и остаётся много мест, где можно развлечься. На берегах реки Камо расположено множество маленьких сцен, на которых ставят пьесы кабуки. Были и театры, в которых спектакли играли на борту лодок. Когда посещаемость театров возросла, Миягава-тё стал процветающим районом с обилием чайных домиков. Со временем известность квартала перестала зависеть от кабуки, но театр Минами-дза всё ещё стоит на своём исконном месте на восточном берегу реки Камо. В Миягава-тё есть свой «кабурэндзё», театр, где исполняют танцы гейш.